# Kanton Monpazier
Der Kanton Monpazier war von 1790 bis 2015 ein französischer Wahlkreis im Arrondissement Bergerac, im Département Dordogne und in der Region Aquitanien; sein Hauptort war Monpazier, Vertreter im Generalrat des Départements war zuletzt von 1988 bis 2015, wiedergewählt 2008, Marc Mattera. 
Der Kanton war 145,11 km² groß und hatte 2192 Einwohner (Stand: 1999). 

## Gemeinden
| Gemeinde                  | Einwohner Jahr | Fläche km² | Bevölkerungsdichte | Code INSEE | Postleitzahl |
| ------------------------- | -------------- | ---------- | ------------------ | ---------- | ------------ |
| Biron                     | 188 (2013)     | –          | – Einw./km²        | 24043      | 24540        |
| Capdrot                   | 500 (2013)     | –          | – Einw./km²        | 24080      | 24540        |
| Gaugeac                   | 118 (2013)     | –          | – Einw./km²        | 24195      | 24540        |
| Lavalade                  | 101 (2013)     | –          | – Einw./km²        | 24231      | 24540        |
| Lolme                     | 212 (2013)     | –          | – Einw./km²        | 24244      | 24540        |
| Marsalès                  | 244 (2013)     | –          | – Einw./km²        | 24257      | 24540        |
| Monpazier                 | 548 (2013)     | –          | – Einw./km²        | 24280      | 24540        |
| Saint-Avit-Rivière        | 77 (2013)      | –          | – Einw./km²        | 24378      | 24540        |
| Saint-Cassien             | 23 (2013)      | –          | – Einw./km²        | 24384      | 24540        |
| Saint-Marcory             | 55 (2013)      | –          | – Einw./km²        | 24446      | 24540        |
| Saint-Romain-de-Monpazier | 92 (2013)      | –          | – Einw./km²        | 24495      | 24540        |
| Soulaures                 | 77 (2013)      | –          | – Einw./km²        | 24542      | 24540        |
| Vergt-de-Biron            | 188 (2013)     | –          | – Einw./km²        | 24572      | 24540        |

## Bevölkerungsentwicklung
| 1962 | 1968 | 1975 | 1982 | 1990 | 1999 |
| ---- | ---- | ---- | ---- | ---- | ---- |
| 2067 | 2244 | 2114 | 2101 | 2176 | 2192 |